# Biathlon-Europameisterschaften 2013
Die 20. Biathlon-Europameisterschaften (offiziell: IBU Open European Championships Biathlon 2013) wurden vom 18. bis 26. Februar 2013 im bulgarischen Wintersportort Bansko ausgetragen.
Die Vergabe erfolgte durch die Internationale Biathlon-Union im Juni 2010. Die Stadt richtete bereits die kontinentalen Titelkämpfe 2007, die Sommerbiathlon-Europameisterschaften 2008, mehrere IBU-Cups sowie andere Wettbewerbe aus.
Während der Wettkämpfe kam es mehrfach zu Problemen, da dichter Nebel die Sicht behinderte und einen regulären Wettkampf unmöglich machte. Daraufhin mussten mehrere Rennen verschoben werden. Aufgrund des engen Zeitplans entfiel die Staffel der Männer sogar ganz, da für denselben Tag noch die Verfolgung der Männer angesetzt war.
Die kompletten Ergebnisse finden sich unter Biathlon-Europameisterschaften 2013/Resultate.

## Zeitplan
| Datum             | Männer          | Männer                                  | Frauen                                  | Frauen                                  |
| ----------------- | --------------- | --------------------------------------- | --------------------------------------- | --------------------------------------- |
| 19. Februar (Di.) | Eröffnungsfeier | Eröffnungsfeier                         | Eröffnungsfeier                         | Eröffnungsfeier                         |
| 20. Februar (Mi.) | 13:00           | Einzel Junioren (15 km)                 | 10:00                                   | Einzel Juniorinnen (12,5 km)            |
| 21. Februar (Do.) | 13:00           | Einzel (20 km)                          | 10:00                                   | Einzel (15 km)                          |
| 22. Februar (Fr.) | 13:00           | Sprint Junioren (10 km)                 | 10:00                                   | Sprint Juniorinnen (7,5 km)             |
| 23. Februar (Sa.) | 10:00           | Sprint (10 km)                          | 13:00                                   | Sprint (7,5 km)                         |
| 24. Februar (So.) | 10:00           | Verfolgung (12,5 km)                    | 13:30                                   | Verfolgung (10 km)                      |
| 24. Februar (So.) | 11:00           | Verfolgung Junioren (12,5 km)           | 14:30                                   | Verfolgung Juniorinnen (10 km)          |
| 25. Februar (Mo.) | 11:00           | Mixed-Staffel (2 × 6 km und 2 × 7,5 km) | Mixed-Staffel (2 × 6 km und 2 × 7,5 km) | Mixed-Staffel (2 × 6 km und 2 × 7,5 km) |
| 26. Februar (Di.) | 10:00           | Staffel (4 × 7,5 km)                    | 13:00                                   | Staffel (4 × 6 km)                      |

## Ergebnisse

### Frauen
| Rang | Name                 |
| ---- | -------------------- |
| 1    | Irina Starych        |
| 2    | Julija Dschyma       |
| 3    | Monika Hojnisz       |
| 4    | Marija Panfilowa     |
| 5    | Franziska Preuß      |
| 6    | Ane Skrove Nossum    |
| 7    | Katharina Innerhofer |
| 8    | Jacquemine Baud      |
| 9    | Marte Olsbu          |
| 10   | Emilija Jordanowa    |

| Rang | Name                 |
| ---- | -------------------- |
| 1    | Monika Hojnisz       |
| 2    | Franziska Preuß      |
| 3    | Karolin Horchler     |
| 4    | Ane Skrove Nossum    |
| 5    | Marija Panfilowa     |
| 6    | Jacquemine Baud      |
| 7    | Irina Starych        |
| 8    | Walentina Nasarowa   |
| 9    | Katharina Innerhofer |
| 10   | Emelie Larsson       |

| Rang | Name                  |
| ---- | --------------------- |
| 1    | Anastassija Sagoruiko |
| 2    | Ane Skrove Nossum     |
| 3    | Monika Hojnisz        |
| 4    | Walentina Nasarowa    |
| 5    | Nicole Wötzel         |
| 6    | Vanessa Hinz          |
| 7    | Karolin Horchler      |
| 8    | Nadija Bjelkina       |
| 9    | Martina Chrapánová    |
| 10   | Emelie Larsson        |

| Rang | Nation                                                                           |
| ---- | -------------------------------------------------------------------------------- |
| 1    | DeutschlandNicole Wötzel Vanessa Hinz Franziska Preuß Karolin Horchler           |
| 2    | TschechienJitka Landová Lea Johanidesová Eva Puskarčíková Veronika Zvařičová     |
| 3    | UkraineJulija Dschyma Jana Bondar Iryna Warwynez Marija Panfilowa                |
| 4    | NorwegenAne Skrove Nossum Bente Landheim Frida Strand Kristoffersen Marte Olsbu  |
| 5    | RusslandAnastassija Sagoruiko Larissa Kusnezowa Irina Starych Walentina Nasarowa |

### Männer
| Rang | Name                       |
| ---- | -------------------------- |
| 1    | Vetle Sjåstad Christiansen |
| 2    | Benedikt Doll              |
| 3    | Artem Pryma                |
| 4    | Johannes Kühn              |
| 5    | Aljaksandr Daroschka       |
| 6    | Kristoffer Skjelvik        |
| 7    | Timofei Lapschin           |
| 8    | Sven Grossegger            |
| 9    | Florent Claude             |
| 10   | Antonin Guigonnat          |

| Rang | Name                       |
| ---- | -------------------------- |
| 1    | Benedikt Doll              |
| 2    | Vetle Sjåstad Christiansen |
| 3    | Timofei Lapschin           |
| 4    | Artem Pryma                |
| 5    | Serhij Semenow             |
| 6    | Maxim Burtassow            |
| 7    | Vit Janov                  |
| 8    | Mario Dolder               |
| 9    | Tobias Hermann             |
| 10   | Krassimir Anew             |

| Rang | Name                 |
| ---- | -------------------- |
| 1    | Serhij Semenow       |
| 2    | Tobias Arwidson      |
| 3    | Krassimir Anew       |
| 4    | Andrejs Rastorgujevs |
| 5    | Tomáš Hasilla        |
| 6    | Timofei Lapschin     |
| 7    | Florent Claude       |
| 8    | David Komatz         |
| 9    | Wladimir Iliew       |
| 10   | Tomas Kaukėnas       |

### Medaillenspiegel
Stand nach 7 von 8 Wettkämpfen
| Platz | Land        | Gold | Silber | Bronze | Gesamt |
| ----- | ----------- | ---- | ------ | ------ | ------ |
| 1     | Deutschland | 2    | 2      | 1      | 5      |
| 2     | Russland    | 2    | 0      | 1      | 3      |
| 3     | Norwegen    | 1    | 2      | 0      | 3      |
| 4     | Ukraine     | 1    | 1      | 2      | 4      |
| 5     | Polen       | 1    | 0      | 2      | 3      |
| 6     | Tschechien  | 0    | 1      | 0      | 1      |
|       | Schweden    | 0    | 1      | 0      | 1      |
| 7     | Bulgarien   | 0    | 0      | 1      | 1      |

### Juniorenrennen

#### Juniorinnen
| Rang | Name                  |
| ---- | --------------------- |
| 1    | Uljana Kaischewa      |
| 2    | Lisa Hauser           |
| 3    | Floriane Parrise      |
| 4    | Tuuli Tomingas        |
| 5    | Iryna Warwynez        |
| 6    | Patricia Jost         |
| 7    | Dessislawa Stojanowa  |
| 8    | Aksana Schymanowitsch |
| 9    | Anaïs Chevalier       |
| 10   | Ivona Fialková        |

| Rang | Name                       |
| ---- | -------------------------- |
| 1    | Patricia Jost              |
| 2    | Lisa Hauser                |
| 3    | Anaïs Chevalier            |
| 4    | Wiktorija Perminowa        |
| 5    | Jelena Ankudinowa          |
| 6    | Anastassija Paschkowa      |
| 7    | Aita Gasparin              |
| 8    | Iryna Warwynez             |
| 9    | Frida Strand Kristoffersen |
| 10   | Uljana Kaischewa           |

| Rang | Name                       |
| ---- | -------------------------- |
| 1    | Anaïs Chevalier            |
| 2    | Jelena Ankudinowa          |
| 3    | Lisa Hauser                |
| 4    | Wiktorija Perminowa        |
| 5    | Floriane Parisse           |
| 6    | Jelena Badanina            |
| 7    | Nija Dimitrowa             |
| 8    | Enora Latuilliere          |
| 9    | Frida Strand Kristoffersen |
| 10   | Paulína Fialková           |

#### Junioren
| Rang | Name               |
| ---- | ------------------ |
| 1    | Alexander Loginow  |
| 2    | Maxim Zwetkow      |
| 3    | Timur Machambetow  |
| 4    | Mathieu Legrand    |
| 5    | George Buta        |
| 6    | Benjamin Plaickner |
| 7    | Matěj Krupčík      |
| 8    | Kevin Russi        |
| 9    | Clément Dumont     |
| 10   | Alexander Jacob    |

| Rang | Name                   |
| ---- | ---------------------- |
| 1    | Alexander Loginow      |
| 2    | Maxim Zwetkow          |
| 3    | Mathieu Legrand        |
| 4    | Timur Machambetow      |
| 5    | Quentin Fillon Maillet |
| 6    | Erling Aalvik          |
| 7    | Dimitar Gerdschikow    |
| 8    | Adam Václavík          |
| 9    | Matěj Krupčík          |
| 10   | Clément Dumont         |

| Rang | Name                   |
| ---- | ---------------------- |
| 1    | Alexander Loginow      |
| 2    | Maxim Zwetkow          |
| 3    | Benjamin Plaickner     |
| 4    | Fabian Hörl            |
| 5    | Quentin Fillon Maillet |
| 6    | Ruslan Tkalenko        |
| 7    | Artem Tyschtschenko    |
| 8    | Adam Václavík          |
| 9    | Kevin Russi            |
| 10   | Iwan Morawskyj         |

#### Mixed
| Mixed-Staffel |                                                                                     |
| \| Rang \| Name \| \| ---- \| ----------------------------------------------------------------------------------- \| \| 1 \| FrankreichAnaïs Chevalier Floriane Parisse Mathieu Legrand Quentin Fillon Maillet \| \| 2 \| RusslandJelena Badanina Jelena Ankudinowa Alexander Tschernyschow Timur Machambetow \| \| 3 \| UkraineJulija Schurawok Alla Hylenko Ruslan Tkalenko Artem Tyschtschenko \| \| 4 \| BulgarienNija Dimitrowa Dessislawa Stojanowa Anton Sinapow Dimitar Gerdschikow \| \| 5 \| ÖsterreichChristina Rieder Lisa Hauser Martin Huber Fabian Hörl \| |                                                                                     |
| Rang | Name                                                                                |
| 1 | FrankreichAnaïs Chevalier Floriane Parisse Mathieu Legrand Quentin Fillon Maillet   |
| 2 | RusslandJelena Badanina Jelena Ankudinowa Alexander Tschernyschow Timur Machambetow |
| 3 | UkraineJulija Schurawok Alla Hylenko Ruslan Tkalenko Artem Tyschtschenko            |
| 4 | BulgarienNija Dimitrowa Dessislawa Stojanowa Anton Sinapow Dimitar Gerdschikow      |
| 5 | ÖsterreichChristina Rieder Lisa Hauser Martin Huber Fabian Hörl                     |

### Medaillenspiegel Junioren
Stand nach 7 von 7 Wettkämpfen
| Platz | Land       | Gold | Silber | Bronze | Gesamt |
| ----- | ---------- | ---- | ------ | ------ | ------ |
| 1     | Russland   | 4    | 5      | 1      | 10     |
| 2     | Frankreich | 2    | 0      | 3      | 5      |
| 3     | Schweiz    | 1    | 0      | 0      | 1      |
| 4     | Österreich | 0    | 2      | 1      | 3      |
| 5     | Ukraine    | 0    | 0      | 1      | 1      |
|       | Italien    | 0    | 0      | 1      | 1      |